# Phingeswar
Phingeswar o Fingeswar fou un estat tributari protegit del tipus zamindari al districte de Raipur a les Províncies Centrals, a uns 50 km al sud de la ciutat de Raipur, format per 84 pobles i valuosos boscos amb una superfície de 539 km² i una població el 1881 de 16.325 habitants. El rajà era d'ètnia gond i la sobirania hauria estat concedida al primer raja el 1579. La capital era Phingeswar a 20° 58′ N, 82° 05′ E / 20.967°N,82.083°E.